# Altered Carbon
Altered Carbon is een Amerikaanse cyberpunk televisieserie gecreëerd door Laeta Kalogridis en gebaseerd op het gelijknamige boek uit 2002 en geschreven door Richard K. Morgan. In een wereld waar bewustzijn kan worden overgeplaatst tussen verschillende lichamen, Takeshi Kovacs, een voormalige soldaat wordt rechercheur, en moet een moord oplossen. Het eerste seizoen bestaat uit tien afleveringen en ging op 2 februari 2018 op Netflix in première. Op 27 juli 2018 werd er aangekondigd dat de serie een tweede seizoen, bestaande uit acht afleveringen, zou krijgen. Dit ging in première op 27 februari 2020. Ondanks de in het algemeen positieve reviews hield de serie er na twee seizoenen mee op.

## Cast en Personages

### Hoofdrol
- Joel Kinnaman (seizoen 1) en Anthony Mackie (seizoen 2) als Takeshi Kovacs
- James Purefoy als Laurens Bancroft (seizoen 1)
- Martha Higareda als Kristin Ortega (seizoen 1)
- Chris Conner als Edgar Poe (seizoenen 1–2)
- Dichen Lachman als Reileen Kawahara (seizoen 1)
- Ato Essandoh als Vernon Elliot (seizoen 1)
- Kristin Lehman als Miriam Bancroft/Naomi Bancroft (seizoen 1)
- Trieu Tran als Mister Leung / Ghostwalker (seizoen 1)
- Renée Elise Goldsberry als Quellcrist Falconer (seizoenen 1–2)
- Simone Missick als Trepp (seizoen 2)
- Dina Shihabi als Dig 301 (seizoen 2)
- Torben Liebrecht als Colonel Ivan Carrera (seizoen 2)
- James Saito als Tanaseda Hideki (seizoen 2)
- Lela Loren als Danica Harlan (seizoen 2)

### Terugkerend
- Byron Mann als O.G. Kovacs/Dimitri Kadmin
- Olga Fonda als Sarah
- Tamara Taylor als Oumou Prescott
- Marlene Forte als Alazne Ortega
- Tahmoh Penikett als Dimitri (seizoen 1)
- Hiro Kanagawa als Captain Tanaka
- Hayley Law als Lizzie Elliot
- Will Yun Lee als originele Takeshi Kovacs
- Adam Busch als Mickey
- Michael Shanks (seizoen 2)
- Sen Mitsuji (seizoen 2)